# Steine ohne Grenzen

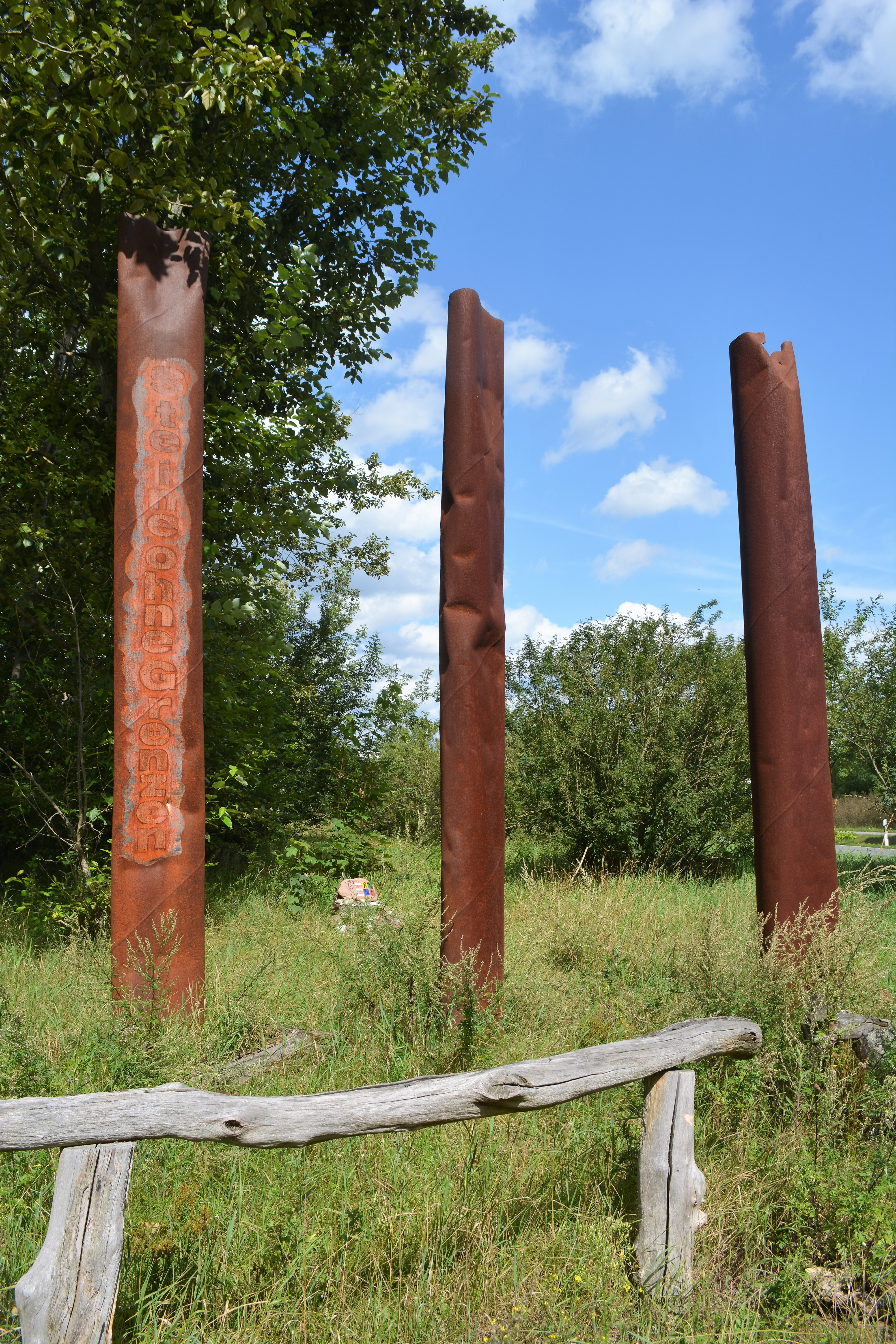
Eingang zum Kulturpfad "Steine ohne Grenzen" Hobrechtsfelde

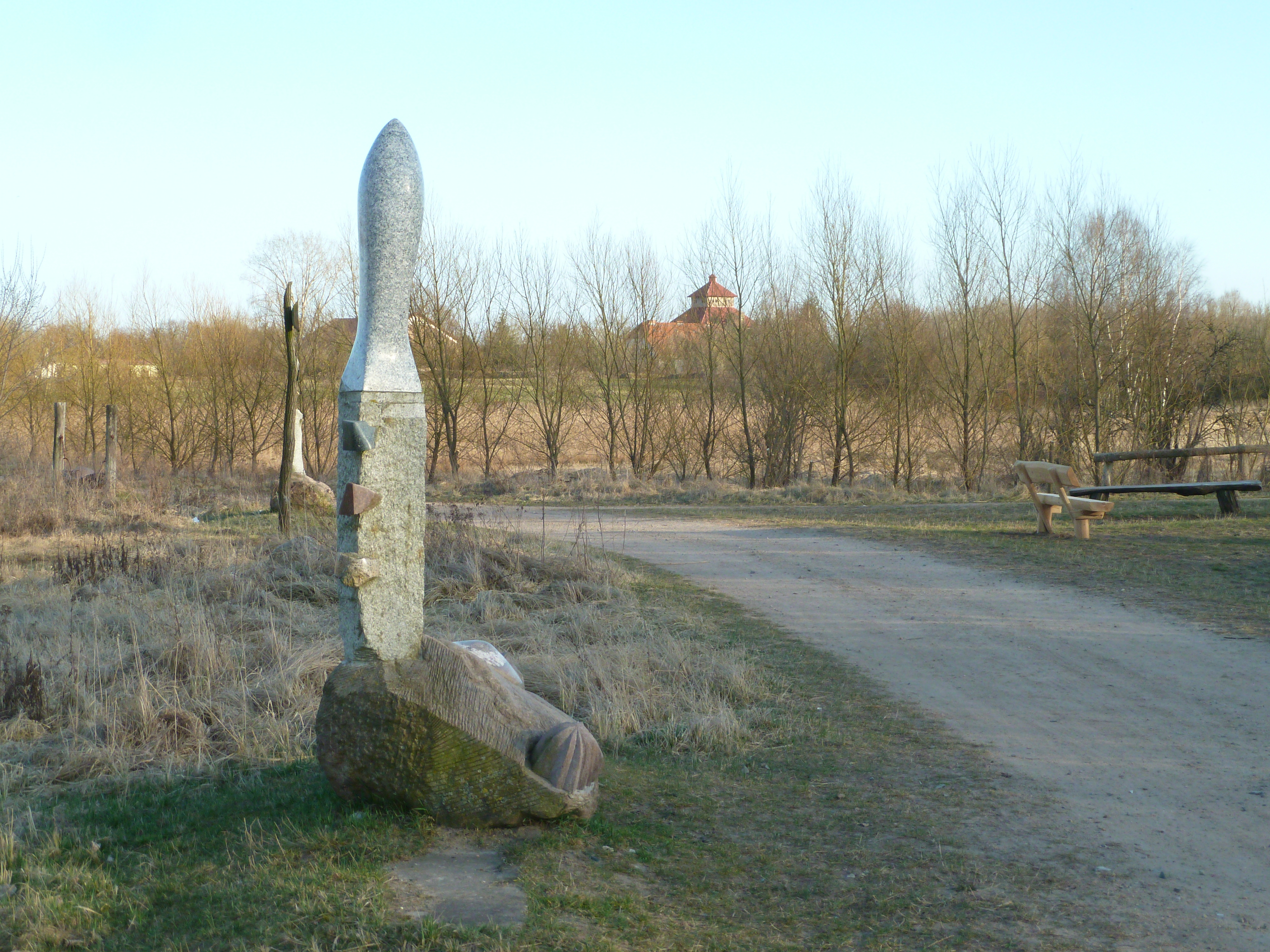
Ansicht von der Skulpturenlinie Hobrechtsfelde

Steine ohne Grenzen – für Frieden und Menschlichkeit – ist ein internationales Bildhauersymposion, das das erste Mal im Sommer 2001 in Gedenken an Otto Freundlich in Berlin-Buch stattfand. Freundlich, deutscher Maler und Bildhauer sowie Autor kunsttheoretisch-philosophischer Schriften, war einer der ersten Vertreter der abstrakten Kunst. Er starb 1943 im deutschen Konzentrationslager Sobibor. Von Freundlich stammt die Idee einer völkerverbindenden „Straße der Skulpturen Paris-Moskau“: une voie de la fraternité humaine, une voie de la solidarité humaine en souvenir de la libération – „Weg der menschlichen Brüderlichkeit, Weg der menschlichen Solidarität in Erinnerung an die Befreiung“. Die meist auf Symposien entstandenen Werke werden in der Landschaft sowie im urbanen Raum bzw. Wohn- und Arbeitsbereichen aufgestellt, so dass inzwischen eine Reihe von Einzelstandorten und Skulpturenwegen in Berlin und um Berlin herum in Brandenburg entstanden sind, u. a. in den Rieselfeldern von Hobrechtsfelde, in Teltow, in Berlin-Buch Hobrechtsfelde zum Barnim, Berlin-Buch Ortsmitte, Panketal, Berlin-Mitte, in Brück am Rathaus und Belzig (Skulpturenpark am Kreiskrankenhaus) sowie in Bernau im Stadtpark. Insgesamt sind bislang 120 Skulpturen aus Stein und Holz entstanden, einige davon temporär angelegt, gestaltet von über 100 Künstlern aus 30 Nationen.
Begründer und Initiatoren des internationalen Bildhauersymposions Steine ohne Grenzen für Frieden und Menschlichkeit sind die Berliner Bildhauer Rudolf J. Kaltenbach und Silvia Christine Fohrer, sie haben die Symposien auch organisiert und durchführt.
Seit 24. Januar 2012 ist Steine ohne Grenzen offizielles Mitglied der Europäischen Straße des Friedens, die dem von den Nationalsozialisten ermordeten deutsch-jüdischen Bildhauer und Maler Otto Freundlich gewidmet ist.
Am 3. April 2017 gründete sich der Verein Steine ohne Grenzen e.V.; Für seinen Beitrag zu einer quer durch Europa verlaufenden Skulpturenstraße als Zeichen gegen Krieg und für Völkerverständigung sowie für seine damit verbundenen Aktionen wurde der Verein im Mai 2018 anlässlich des Europäischen Kulturerbejahres 2018 vom Land Berlin und der Vertretung der Europäischen Kommission in Deutschland mit dem Europapreis "Blauer Bär" ausgezeichnet.

## Konzept
Das Symposium schafft ein Forum für internationale Begegnungen zwischen Künstlern mit Schwerpunkt Skulptur und Dialog im öffentlichen Raum. Steine ohne Grenzen richtet sich dabei gegen Intoleranz und Fremdenfeindlichkeit und für Frieden und Menschlichkeit. Besucher können während des Symposions den Künstlern bei der Arbeit zuschauen, Begegnung im politischen sowie kulturellen Kontext ist den teilnehmenden Künstlern wichtig. Begleitende Veranstaltungen und öffentliche Diskussionen thematisieren „Völkerverständigung sowie die Stärkung der Gemeinschaft für Frieden und Demokratie“.

## Jugendskulptur 2021
| Veranstaltungsort: | Kulturzentrum Bad Belzig |

Im September 2021 wurde unter dem Motto „Bad Belzig - ein Ort von Steine ohne Grenzen - Straße des Friedens“ zusammen mit den Schulen Krause-Tschetschog-Oberschule sowie Fläming-Gymnasium, Bad Belzig, und unterstützt durch die Firma REXGRANIT, Brück/Linthe, ein Projekt Jugendskulptur 2021 durchgeführt. Im Rahmen des Unterrichts wurde das Projekt thematisch vorbereitet, umgesetzt wurde es über zwei Wochen hinweg von den Schülern unter Anleitung der Bildhauer Silvia Fohrer und Rudolf Kaltenbach. Vier Steine wurden neben dem Kulturzentrum der Stadt Bad Belzig (einstmals die Geschwister-Scholl-Schule) aufgestellt und dort vor Ort bearbeitet. Die Sandsteine wurden mit selbst gewählten Motiven gestaltet; außerdem gab es eine Steinstaubaktion
auf dem Gelände des KZ-Außenlagers Roederhof sowie auf dem Weg dorthin. In zwei der Steine arbeiteten die Schüler vier Rosen der Auferstehung – Résurrection ein. Auf diese Weise entstand eine gedankliche Verbindung zur Gedenkstätte für das KZ Roederhof, Bad Belzig, ein Außenlager des Frauen-KZ Ravensbrück: dort und in allen Außenlagern des KZ erinnern seit 2015 jedes Jahr blühende „Rosen der Auferstehung“ an die Menschen, die im Lager starben, und an all diejenigen, die das Martyrium überlebten. Bereits im Lager selbst nutzten Häftlinge die Rose als Zeichen der Freundschaft und der Hoffnung auf eine bessere Zukunft. Noch vor Gründung der Gedenkstätte Ravensbrück bepflanzten Überlebende aus Lidice das Massengrab an der Lagermauer mit Rosen. Rosen wurden so zu einem verbindenden Symbol der Trauer und des Gedenkens.
Einem weiteren Sandstein gravierten die Schüler Fußabdrücke ein, die die tägliche unsagbare Tortur der Menschen
auf dem Weg durch Bad Belzig zur Zwangsarbeit in der Munitionsfabrik und zurück versinnbildlichen sollen.
Der Stein Krieg und Frieden zeigt auf einer Seite die vernichtenden Geschosse, auf der anderen Seite zwei sich begegnende Friedenstauben als Symbol für Liebe und Frieden auf der Welt. Eine weitere Projektgruppe meißelte einen Satz von Otto Freundlich in Stein:

„Je ungeistiger, brutaler die Gegenwart,
 desto Geistigeres, Feineres muß man tun, 
 das ist Starksein.“

Der Verein Belziger Forum e.V. unterstützte die Jugendlichen während der Projektdurchführung mit Zelt, Tischen und Verpflegung.

## Denkmäler für Otto Freundlich (2018)
| Veranstaltungsort: | Hobrechtsfelde sowie Słupsk (Polen) |

Am 23. Juni 2018 stellten Silvia Fohrer und Rudolf Kaltenbach zusammen mit einigen weiteren Teilnehmern im Rahmen des Projektes „Steine ohne Grenzen“ eine partizipative Skulptur zum 75. Todestag (genaues Datum nicht bekannt, vermutlich 9.–10. März 1943) von Otto Freundlich in den Rieselfeldern um Hobrechtsfelde (nahe Berlin-Buch) auf. Im Otto-Freundlich-Park am Rathaus Słupsk (Polen) wurde anlässlich des 140. Geburtstags von Otto Freundlich am 10. Juli 2018 die Skulptur Kosmos und Welt von Silvia Fohrer und Rudolf J. Kaltenbach offiziell durch den Bürgermeister der Stadt, Robert Biedron, eingeweiht. Neben dieser Skulptur wurden japanische Kirschbäume gepflanzt als Symbol für die Überwindung der Grenzen und für ein friedvolles gemeinschaftliches Europa. Das Denkmal korrespondiert so nach dem Wunsch der Künstler mit dem Denkmal in Berlin-Buch und den darin verarbeiteten Baumstämmen. Damit wurde ein neuer Standort der Skulpturenlinie Steine ohne Grenzen in Polen geschaffen.

## Steine ohne Grenzen XII (2017)
| Veranstaltungsort: | Berlin-Marzahn                 |
| Dauer:             | Frühjahr bis Ende Oktober 2017 |

Das 12. Internationale Symposion „Steine ohne Grenzen“ für Frieden und Menschlichkeit findet in fünf parkähnlichen Innenhöfen der HOWOGE Wohnungsbaugesellschaft mbH in Berlin-Marzahn statt. Es steht unter dem Motto „Wir leben Vielfalt - Gärten der Kunst“. Eine Begleitausstellung vom 4. bis 28. September 2017 im Foyer der HOWOGE-Zentrale in Alt-Hohenschönhausen zeigt ausgewählte Werke der teilnehmenden Künstler.

## Steine ohne Grenzen XI (2015)
| Veranstaltungsort: | Bucher Forst und Barnim   |
| Dauer:             | 1. bis 27. September 2015 |

Das XI. Internationale Bildhauersymposion fand im Forst von Berlin-Buch statt. Begleitet wurde das Symposion durch eine Gruppenausstellung der Künstler in den Ateliers und Projekträumen von BB-EWERKultur, Berlin-Buch, die Arbeiten aus dem bisherigen Œuvre der Künstler zeigte. Das Symposion endete mit der Einweihung eines neuen Teilstücks der Skulpturenlinie Steine ohne Grenzen auf der Bernauer Heerstraße. Dem Symposion vorgeschaltet war ein gemeinsames Bildhauerprojekt mit Bildhauer Kaltenbach und Flüchtlingen im Refugium Berlin-Buch zum Thema Ich, als Teil des Ganzen (2016 in der Flüchtlingsunterkunft „Refugium“, Berlin-Buch, weitergeführt).

## Steine ohne Grenzen X (2013)
| Veranstaltungsort: | Berlin-Buch                     |
| Dauer:             | 12. August bis 13. Oktober 2013 |

Das X. Internationale Bildhauersymposion fand 2013 in Zusammenarbeit mit Berliner Schulen statt. Fünf Plätze in den parkähnlichen Wohnhöfen der HOWOGE wurden durch die Künstler des Symposions sowie einer Projektgemeinschaft Bucher Schulen gestaltet.

## Steine ohne Grenzen IX (2012)
| Veranstaltungsort: | Forst Berlin, Berlin-Buch |
| Dauer:             | 3. bis 30. September 2012 |

Die Künstler erinnerten mit diesem Symposion, das den Titel verboten – verfolgt – „entartet“ trug, an die Propagandaschau „Entartete Kunst“ durch die Nationalsozialisten im Jahr 1937, in der moderne Kunst diffamiert wurde. Der neue Abschnitt der Skulpturenlinie Steine ohne Grenzen wurde am 30. September 2012 eingeweiht.
Teilnehmer
Bernd-Heiner Berge, Deutschland • Inge Bröderbauer, Österreich – Deutschland • Achim Borsdorf, Deutschland • Caroline Creutzer, Schweden – Deutschland • Dr. Dirk Ehrhardt und Sabine Ehrhardt, Deutschland • Marlies Felkel, Deutschland •
Silvia Christine Fohrer, Deutschland • Winfried Gehrmann, Deutschland • Thierry Godet, Frankreich – Deutschland • Andreas Hedrich, Deutschland • Andreas Hetke, Deutschland • Wassily Heuschober, Ukraine – Deutschland • Rudolf J. Kaltenbach, Deutschland • Alla Krasnitski, Russland – Deutschland • Nikoloz Meliva, Georgien • Günther Muchalla, Deutschland • Eva Claudia Nuovia, Deutschland • Roswitha Schaab, Deutschland • Deborah Stoll, Deutschland • Matthias Trott, Deutschland • Barbara Wolters, USA – Deutschland
Begleitend war vom 24. September bis 14. Oktober 2012 eine Ausstellung von 20 Künstlern im Marmorfoyer der Urania Berlin zu besichtigen.

## Steine ohne Grenzen VIII (2011)
| Veranstaltungsort: | Stadtpark Bernau                                            |
| Dauer:             | 1. bis 30. Oktober 2011                                     |
| Schirmherr:        | Matthias Platzeck, Ministerpräsident des Landes Brandenburg |

Die künstlerische Leitung des Internationalen Bildhauersymposiums Steine Ohne Grenzen in Bernau 2011 oblag Rudolf J. Kaltenbach. Die Skulpturenlinie „Steine ohne Grenzen Bernau“ mit den während des Symposiums entstandenen Werken wurde am Sonntag, 30. Oktober 2011, im Stadtpark Bernau feierlich eingeweiht. Die Begleitausstellung fand im Bauhaus-Ensemble von Hannes Meyer und Hans Wittwer Baudenkmal Bernau zur Symposionszeit statt.
Teilnehmer
Bob Budd, Großbritannien • Valentina Dusavitskaya, Russland • Silvia Fohrer, Deutschland • Dominika Griesgraber, Polen/Frankreich • Kassian Erhart, Österreich • Rudolf J. Kaltenbach, Deutschland • Emerita Pansowová, Deutschland/Slowakei
Darüber hinaus meißelten sechs Bernauer Schüler vom Paulus-Praetorius- und vom Barnim-Gymnasium eine achte Skulptur aus einem Sandsteinblock.

## Steine ohne Grenzen VII (2005)
| Veranstaltungsort: | Bucher Forst und Barnim                       |
| Dauer:             | Juni und Juli 2005                            |
| Schirmherr:        | Bundestagspräsident Dr. Wolfgang Thierse, MdB |

Dieses Symposion stand unter dem Motto Steine ohne Grenzen – über das Erinnern die Gegenwart und die Zukunft leben.
Die entstandenen Skulpturen wurden in den Rieselfeldern von Berlin-Buch über die Grenze zu Brandenburg hin aufgestellt.
Teilnehmer
Andreas Hedrich, Deutschland • Rona Pöttgen, Deutschland • Norman Gebauer, Deutschland • Peter Hecht, Deutschland • Renate Schubert, Deutschland • Ona Tav, Argentinien • Josef Andrle, Tschechien • Cristian Breazu, Rumänien

## Steine ohne Grenzen VI (2004)
| Veranstaltungsort: | Firma REXGRANIT in Brück                                |
| Dauer:             | 8. September 2004 bis 10. Oktober 2004                  |
| Schirmherr:        | Bundestagspräsident Dr. Wolfgang Thierse, MdB           |
| Landesschirmherr:  | Lothar Koch, Landrat des Landkreises Potsdam-Mittelmark |

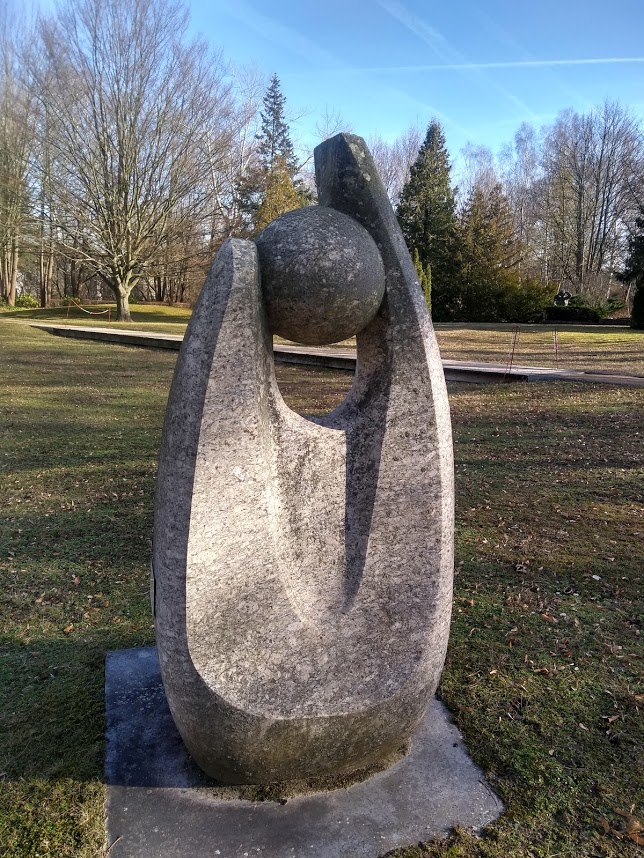
Skulptur Protection (2004) von Gianfranco Mancini, Bad Belzig

Am 10. Oktober 2004 wurde der neue Abschnitt der Skulpturenlinie im Park des Kreiskrankenhauses Bad Belzig eingeweiht.
Teilnehmer
K. Deniz Erol, Türkei • Gianfranco Mancini, Belgien • Joao Sotero, Portugal • Silvia Christine Fohrer, Deutschland • Rudolf J. Kaltenbach, Deutschland • Mariam Hakobyan, Armenien • Pierre Garçon, Frankreich • Norman Gebauer, Deutschland • Christian Roehl, Deutschland • Tadeusz Biniewicz, Polen

## Steine ohne Grenzen V (2003)
| Veranstaltungsort: | Künstlerhof Buch der Akademie der Künste Berlin-Brandenburg und im Bucher Forst |
| Dauer:             | 2. Oktober 2003 bis 2. November 2003                                            |
| Schirmherr:        | Bundestagspräsident Dr. Wolfgang Thierse, MdB                                   |

Am 2. November 2003 wurde das neue, länderübergreifende Teilstück der Skulpturenlinie in den Rieselfeldern von Berlin-Buch über die Grenze zu Brandenburg eingeweiht.
Teilnehmer
Ulrike Ahme, Frankreich • Elke Albers, Deutschland • Ulrich Baentsch, Deutschland • Pascal Duvert, Frankreich • Maria Fachini, Brasilien • Marlis Felkel, Deutschland • Silvia c. Fohrer, Deutschland • Andreas Funcke, Deutschland • Norman Gebauer, Deutschland • Peter Hecht, Deutschland • Andreas Hedrich, Deutschland • Serge Huot, Frankreich • Rudolf J. Kaltenbach, Deutschland • Sonja Köditz, Deutschland • Helmut Machhammer, Österreich • Gabriela Nepo-Stieldorf, Österreich • Herbert Rauer, Deutschland • Klaus Schitthelm, Deutschland • Peter Schnaak, Deutschland • Ona Tav, Argentinien

## Steine ohne Grenzen IV (2003)
| Veranstaltungsort: | Bildhauerwerkstatt des BBK Berlin; Matthäikirchplatz, Berlin; Klosterruine des ehemaligen Franziskanerklosters, Berlin |
| Dauer:             | 30. August bis 30. September 2003                                                                                      |
| Schirmherr:        | Bundestagspräsident Dr. Wolfgang Thierse, MdB                                                                          |

Am 30. September 2003 wurde die neue Skulpturenlinien am Matthäikirchplatz, Berlin-Tiergarten, an der Klosterkirche, Berlin, sowie an der Bildhauerwerkstatt des BBK, Berlin, eingeweiht.
Umzug der Skulpturen in den Barnim Hobrechtsfelde 2004 und 2019.
Teilnehmer
Josef Andrle, Tschechien • Michael Kos, Österreich • Katja Natascha Busse, Deutschland • Brian Berman, USA • Silvia K. Breitwieser, Deutschland • Marco Baré, Deutschland • Silvia c. Fohrer, Deutschland • Rudolf J. Kaltenbach, Deutschland •
Peter H. Wiener, Österreich • Peter Hecht, Deutschland • Andreas Hedrich, Deutschland • Norman Gebauer, Deutschland • Ona Tav, Argentinien – Deutschland • Renate Schubert, Deutschland

## Steine ohne Grenzen III (2002)
| Veranstaltungsort: | Künstlerhof Buch der Akademie der Künste Berlin-Brandenburg, Parkplatz Steine ohne Grenzen, Ländergrenze Berlin-Brandenburg |
| Dauer:             | 15. August bis 15. September 2002                                                                                           |
| Schirmherr:        | Bundestagspräsident Dr. Wolfgang Thierse, MdB                                                                               |

Die Skulpturenlinie in den Rieselfeldern wurde am 15. September 2002 eingeweiht.
Teilnehmer
Victor Bisquolm, D – Australien • Silvia Christine Fohrer, Deutschland • Sibylle von Halem, Schottland • Rotraud von der Heide, Deutschland • Lilian Hasler-Durrer, Liechtenstein – Schweiz • Peter Hecht, Deutschland • Andreas Hedrich, Deutschland • Heuschober, Deutschland – Ukraine • Rudolf J. Kaltenbach, Deutschland • Pasi Karjula, Finnland • Mols Landen, Deutschland • Anke Mellin, Deutschland • Karl Menzen, Deutschland • Gabriela Nepo-Stieldorf, Österreich • Uwe Ochsler, Deutschland • Erich Reischke, Deutschland • Asri Sayrac, Deutschland – Türkei • Bassirou Saar, Deutschland – Senegal • Robert Schmidt-Mat, Deutschland • Jutta Schölzel, Deutschland • Peter Schnaak, Deutschland • Max M. Seibald, Österreich • Manfred Strehlau, Deutschland • Ona Tav, Deutschland – Argentinien • Rainer Trube, Deutschland • Barbara Wolters, Deutschland • Hans-Jürgen Werner, Deutschland • Georg Krause, Deutschland • Lars Hennings, Deutschland • Erhard Stiefel, Deutschland • Alexander von Reiswitz, Deutschland – Spanien • Gabi Bila-Gunther, Deutschland – Australien • Paulina von Halle, Deutschland

## Steine ohne Grenzen II (2001)
| Veranstaltungsort: | Teltow-Mühlendorf                                      |
| Dauer:             | 5. Oktober bis 17. November 2001                       |
| Schirmherr:        | Prof. Dr. Christoph Stölzl, Kultursenator Berlin a. D. |

Aus den Arbeiten der sieben teilnehmenden Bildhauer entstand eine Skulpturenlinie von Berlin-Buch in den Südwesten von Berlin. Die Steine kamen aus den Steinbrüchen in Österreich und der Wachau sowie aus Berlin. Prof. Dr. Christoph Stölzl eröffnete am 17. November 2001 das neue Teilstück der Skulpturenlinie „Steine ohne Grenzen“ rund um den Mühlendorf-See.
Teilnehmer
Fauzie As’Ad, Liechtenstein, zusammen mit Simone Elsing, Deutschland • Katja Busse, Deutschland/Österreich • Silvia Fohrer, Deutschland • Rudolf Kaltenbach, Deutschland • Max Seibald, Italien • Egon Straszer, Österreich

## Steine ohne Grenzen I (2001)
| Veranstaltungsort: | Künstlerhof Buch der Akademie der Künste Berlin-Brandenburg und Bucher Forst |
| Dauer:             | August und September 2001                                                    |
| Schirmherr:        | Alex Lubawinski, Bezirksbürgermeister von Berlin-Pankow                      |

Teilnehmer
Jeong-Soo Lee, Korea • Mizza Caric, ehemaliges Jugoslawien – Deutschland (temporär) • Ona Tav, Argentinien – Deutschland • Susanne Specht, Deutschland • Rainer Trube, Deutschland • Egon Straszer, Österreich • Katja Natascha Busse, Deutschland • Henner Kuckuck, USA – Deutschland (temporär) • Rudolf J. Kaltenbach, Deutschland • Silvia Christine Fohrer, Deutschland • Alfridas Pajuodis, Litauen • Jutta Schölzel, Deutschland • Fauzie As’Ad, Indonesien – Liechtenstein • Asri Sayrac, Türkei – Deutschland • Takashi Kondo, Japan • Robert Schmidt-Matt, Deutschland • Simone Elsing, Deutschland • Bassirou Sarr, Senegal – Deutschland • Klaus Rieck, Deutschland • Udo Rödel, Deutschland